# Bảo tàng Nguồn gốc của Nhà nước Ba Lan ở Gniezno
Bảo tàng Nguồn gốc của Nhà nước Ba Lan ở Gniezno (tiếng Ba Lan: Muzeum Początków Państwa Polskiego w Gnieźnie) là một bảo tàng tọa lạc tại số 1 phố Kostrzewski, Gniezno, Ba Lan.

## Lịch sử
Một cuộc nghiên cứu khảo cổ học được tiến hành ở Gniezno từ năm 1948 nhằm tìm hiểu về lịch sử và thu thập được các di tích có liên quan đến sự khởi đầu và thủ đô đầu tiên của nhà nước Ba Lan. Những khám phá khảo cổ này đã trở thành cơ sở cho việc thành lập Chi nhánh Gniezno của Bảo tàng Khảo cổ học ở Poznań vào năm 1956. Trụ sở của chi nhánh bảo tàng này đặt tại tòa nhà ở số 9 phố Thánh Jana. Các di tích từ các cuộc khai quật đã được trưng bày ở đây.
Ý tưởng xây dựng một tượng đài cho những nhà cai trị đầu tiên trong lịch sử của Ba Lan là Mieszko I và Bolesław I Dũng cảm ra đời vào năm 1966. Bảy năm sau, công việc biến ý tưởng này thành hiện thực bắt đầu, dựa trên bản thiết kế được thực hiện tại Trường Mỹ thuật Cao cấp Nhà nước ở Poznań. Việc xây dựng tượng đài là cơ sở của việc thành lập một bảo tàng độc lập ở Gniezno. Bảo tàng được thành lập như một tổ chức vào năm 1973. Bảo tàng ra mắt cuộc triển lãm thường trực "Sự khởi đầu của Nhà nước Ba Lan" vào tháng 3 năm 1983.